# Ройница, Иво

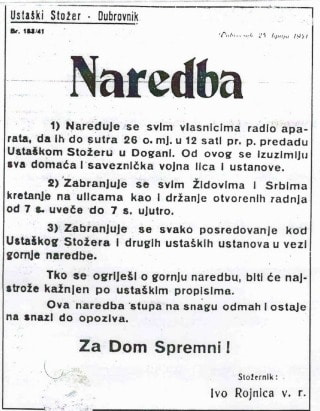
Указ, изданный Ройницей в июне 1941 года, запрещающий еврейским и сербским жителям Дубровника ходить по улицам и вести свой бизнес с 7:00 вечера до 7:00 утра.

Иво Ройница (хорв. Ivo Rojnica, 20 августа 1915, Циста-Прово − 1 декабря 2007, Буэнос-Айрес) — хорватский предприниматель, меценат, культурный и политический деятель и писатель, бывший высокопоставленный чиновник режима усташей.

## Биография
Он родился в Циста-Велика, где окончил начальную школу. Затем он переехал в Дубровник и открыл собственный магазин текстиля. Он хотел изучать право в Загребе, но не смог этого сделать, поскольку постоянно работал над созданием и сохранением хорватского государства. В 1941 году он был начальником штаба усташей в Дубровнике во времена мэра доктора Йосипа Балькаса (1938 — 1942). В ночь со 2-го на 3-е июля 1941 года группа дубровницких усташей во главе с Анте Дужевичем арестовала группу граждан, в основном сербов, отвезла их на автобусе в Рудино, где убила их жестоким способом. Преступление было совершено по приказу усташского штабного офицера Иво Ройницы и заключенного лагеря Младена Каштеляна. 
В конце войны многие усташи бежали на Запад, многие попали в плен в ходе Блайбургской капитуляции и были убиты. Иво уже собирались экстрадировать из Лафамюнда, что означало обречь на смерть, но он чудом выжил. Он уехал из Австрии в Италию. Английские оккупационные власти арестовали его в Триесте. Его уже готовили к экстрадиции в коммунистическую Югославию, но он снова сбежал. Сначала он убедительно притворился безумным, а затем совершил побег. Он отправился в Южную Америку и в 1947 году прибыл в Аргентину, где сразу же начал изучать испанский язык и текстильное ремесло. Завершив обучение по специальности, он с помощью друзей открыл собственную вязальную мастерскую. Он преуспел как предприниматель и приобрел известность в Аргентине, став одним из самых богатых хорватов в диаспоре.
На протяжении всей эмиграции он выступал в качестве тихого, но влиятельного покровителя многочисленных культурных и политических начинаний хорватских эмигрантов. Был соучредителем Хорватско-латиноамериканского культурного института и авторитетного журнала Studie Croatice. С 1991 года он является полномочным представителем Республики Хорватия в Аргентине и Латинской Америке.
Он писал статьи в хорватских эмигрантских газетах. Его талант рассказчика лучше всего проявился в тысячах страниц мемуаров и путевых заметок. Учитывая тот факт, что это личные записи, которые велись на протяжении многих лет, они также являются хорошим историческим и политическим источником.
Он умер 1 декабря 2007 года и был похоронен на кладбище Эль-Хардин-де-ла-Пас.

## Работы
Он опубликовал независимые издания:
- Встречи и впечатления I. (воспоминания и путевые заметки), Мюнхен — Барселона 1969.
- Обзор истории Аргентины и вклада хорватов, Буэнос-Айрес, 1974.
- Встречи и опыт II. (воспоминания и путевые заметки), Мюнхен — Барселона 1983.

## Награды и признания
- Симун Шито Чорич включил его в свою антологию 60 хорватских писателей-эмигрантов[1].